# Família Chigi

Brasão da família Chigi

Os Chigi são uma família nobre italiana originária de Siena. Entre os seus membros encontram-se diversos cardeais e papas, como o Papa Alexandre VII.
A família detinha em Siena o castelo de Macereto, e descende de um ramo colateral dos condes Ardengheschi. Inicialmente família de banqueiros, tornou-se nobre nos finais do século XIV.
Deu à Igreja um beato, Giovanni da Lecceto (1300-1363), eremita, recordado por ter socorrido os necessitados no decurso da grande epidemia de peste negra de 1348, recordada por Boccaccio no Decameron, e a beata Ângela, eremita também (século XIV). Tornaram-se proeminentes em Siena com Mariano (1439-1504), famoso banqueiro que reconstruiu o palácio da família, e Sigismondo (1479-1525), que fez construir a Villa delle Volte e decorar o Palazzo Chigi de Siena.